# Lula (Mississippi)
Lula é uma cidade  localizada no estado americano de Mississippi, no Condado de Coahoma.

## Demografia
Segundo o censo americano de 2000, a sua população era de 370 habitantes.
Em 2006, foi estimada uma população de 339, um decréscimo de 31 (-8.4%).

## Geografia
De acordo com o United States Census Bureau tem uma área de
1,1 km², dos quais 1,1 km² cobertos por terra e 0,0 km² cobertos por água. Lula localiza-se a aproximadamente 53 m acima do nível do mar.

## Localidades na vizinhança
O diagrama seguinte representa as localidades num raio de 20 km ao redor de Lula.